# Снидс (Флорида)
Снидс (енгл. Sneads) град је у америчкој савезној држави Флорида. По попису становништва из 2010. у њему је живело 1.849 становника.

## Демографија
Према попису становништва из 2010. у граду је живело 1.849 становника, што је 70 (3,6%) становника мање него 2000. године.
| Група             | 2000.         | 2010.         |
| Белци             | 1.493 (77,8%) | 1.415 (76,5%) |
| Афроамериканци    | 322 (16,8%)   | 342 (18,5%)   |
| Азијати           | 2 (0,1%)      | 7 (0,4%)      |
| Хиспаноамериканци | 64 (3,3%)     | 49 (2,7%)     |
| Укупно            | 1.919         | 1.849         |